# Phượng Ca
Phượng Ca (giản thể: 凤歌; phồn thể: 鳳歌; bính âm: Fèng Gē) tên thật là Hướng Kỳ Cương (向麒钢), sinh ngày 15 tháng 5 năm 1979 tại Phụng Tiết, Trùng Khánh, Trung Quốc là một trong những tác giả đại diện tiêu biểu của dòng tiểu thuyết tân kiếm hiệp tại Trung Quốc đại lục. Tên tuổi của anh được liệt vào nhóm "Thần Châu Tân ngũ hiệp", một trong năm đại diện nổi bật của dòng kiếm hiệp Trung Quốc hiện nay, cùng với Tiêu Đỉnh, Thương Nguyệt, Bộ Phi Yên và Tiểu Đoạn. Năm 2012, Phượng Ca được xếp vào danh sách những tác giả giàu có nhất Trung Quốc. Anh được ví như một trong những người đi đầu trong phong trào Tân võ hiệp tại Trung Quốc với hai tác phẩm tiêu biểu được biết đến là Côn Luân và Thương Hải.